# Rendez-vous à San Francisco
Rendez-vous à San Francisco est le 5e roman de la série SAS, écrit par Gérard de Villiers, publié en 1966 chez Plon / Presses de la Cité. Comme tous les SAS parus au cours des années 1960, le roman a été édité lors de sa publication en France à 100 000 exemplaires.
L'action du roman se déroule courant 1966, à San Francisco (États-Unis). Les autorités américaines doivent faire face à un problème inédit et angoissant : une partie de la population de San Francisco sombre dans le communisme sans raison apparente.

## Personnages principaux

### Américains et alliés
- Malko Linge : héros du roman, Autrichien, agent contractuel de la CIA.
- Chris Jones et Milton Brabeck : agents spéciaux de la CIA.

### Autres personnages
- Richard Hood
- Fu Chaw
- Lili Hua
- M. Shu (grand-père de Lilil)
- Dick Lim
- Yang-Si (« Laureen ») et Yang-Nam

## Résumé

### Début du roman
Les autorités américaines doivent faire face à un problème inédit et angoissant : une partie de la population de San Francisco sombre dans le communisme sans raison apparente. Le FBI piétine, et l'amiral Mills, directeur général de la CIA, demande à Malko de faire une enquête, d'autant plus qu'un agent, Jack Links, vient juste de mourir dans des circonstances très suspectes. 

### Aventures
En compagnie de ses acolytes Chris Jones et Milton Brabeck, Malko fait des recherches dans le quartier chinois de San Francisco. Il a une liaison sentimentale avec une métisse polynéso-chinoise, Lili Hua, et ses soupçons se portent sur une belle Chinoise, Laureen.
Au début du deuxième tiers du roman, Lili Hua, qui a aidé Malko et qui a été repérée, est exécutée sur ordre de Laureen, celle-ci dirigeant en réalité un réseau d'espionnage chinois sur la côte californienne. 
Malko découvre la raison de la conversion inattendue de citoyens américains au communisme : les Chinois avaient inséré dans des bobines de films de la station locale de télévision KTVU des images subliminales qui critiquaient les États-Unis et faisaient l'éloge du communisme. Les gens voyaient les films et leurs images subliminales, et changeaient d'opinion politique à l'égard de leur pays. 

### Dénouement et fin du roman
Malko anéantit le réseau chinois, dont le quartier général est situé au cimetière du Jardin des Multiples Félicités, récupère des bobines contenant les images néfastes au siège de KTVU, et met hors d'état de nuire Laureen Yang-Si, chef du réseau, qui préfère se suicider en se jetant du Golden Gate, plutôt que de vivre un procès infamant qui impliquerait son pays natal.

## Autour du roman
Avant et après la publication de ce roman, Malko a dû et devra combattre des Asiatiques : 
- Opération Apocalypse (SAS n°3 - 1965), où Tacata, Japonais nationaliste, empoisonne l'eau de la ville californienne de San Diego ;
- Cyclone à l'ONU (SAS n°19 - 1970), où Malko doit combattre un Japonais chargé d'orienter, par le chantage, la corruption ou la violence, les votes de délégués lors d'un vote crucial à l'Assemblée générale des Nations unies.